# ستيفان لوجي ماغنوسون
ستيفان لوجي ماغنوسون (بالآيسلندية: Stefán Logi Magnússon)‏ هو لاعب كرة قدم آيسلندي في مركز حراسة المرمى، ولد في 5 سبتمبر 1980 في ريكيافيك في آيسلندا. شارك مع منتخب آيسلندا تحت 17 سنة لكرة القدم ومنتخب آيسلندا تحت 19 سنة لكرة القدم ومنتخب آيسلندا لكرة القدم. أما مع النوادي، فقد لعب مع بايرن ميونخ وبرادفورد سيتي وناتدبيرنوفيلاغ ريكيافيكور ونادي أوسترس ونادي فيكينغور ونادي ليلستروم ونادي نوردشيلاند.

## وصلات خارجية
- ستيفان لوجي ماغنوسون على موقع الاتحاد الأوربي (الإنجليزية)
- ستيفان لوجي ماغنوسون على موقع قاعدة بيانات كرة القدم.إي يو (الإنجليزية)
- ستيفان لوجي ماغنوسون على موقع ناشيونال فوتبول تيمز (الإنجليزية)
- ستيفان لوجي ماغنوسون على موقع عالم كرة القدم.نت (الإنجليزية)